# 西歩見
西 歩見（にし あゆみ、1978年12月4日 - ）は、日本のファッションモデル、料理研究家。
滋賀県出身。所属事務所はBRAVA。
2023年現在はvillage
高校在学中にモデルデビュー。
2000年に「ワンデーアキュビュー」のテレビCMキャラクターとして注目を集める。
その他「東京ディズニーランド」「花王レセナ」「マクドナルド」「週刊ファミ通」などのテレビCMに起用される。
雑誌などのモデルとして活動するほか、料理研究家として雑誌などの料理コーナー担当、
自由ヶ丘「VEGE Kitchen」のメニュー開発をしている。

## 出演

### 映画
- ファンタスティポ

### 舞台
- キノピオ

### CM
- Johnson＆Johnson
- 東京ディズニーランド
- 花王レセナ
- マクドナルド
- 週刊ファミ通
- Mazda CX-8
- カネボウ化粧品
- syoss

### 雑誌
- with
- style
- saita
- LEE
- 美しいキモノ

### 広告
- Johnson＆Johnson
- ドミノピザ
- DELL
- ゼリア製薬